# Лут
Лут (араб. لوط‎‎), (біблійний Лот) — праведник і пророк (набі). Лут був небожем пророка Ібрагіма. В Корані Лут неодноразово згадується серед пророків, чия проповідь була відкинута власним народом. Лут одним із перших повірив проповіді Ібрагіма.

## Історія Лута в Корані
Після переселення разом з Ібрагімом до Палестини, Лут поселився у місті, жителі якого були мужеложцями, і намагався наставити їх на вірний шлях. Вони ж пригрозили Лутові вигнанням. Тоді Лут став молитися Аллахові і просити про допомогу. Аллах відправив своїх посланців, щоб покарати грішників. Дорогою посланці відвідали Ібрагіма, якому повідомили про майбутнє народження Ісхака, а також розповіли, що прямують знищити місто Лута, але врятують його самого з родиною, окрім дружини. Прийшовши до міста вони спинились у Лута. Жителі міста, дізнавшись про це, вирішили захопити їх. Лут, що намагався захистити гостей, запропонував їм своїх дочок. Гості пояснили Лутові, що вранці місто буде знищене, тому він з родиною мусить вночі вийти з нього, не обертаючись назад. Вони пішли, а його дружина залишилась і загинула з усіма. Зранку на місто упав «страшний крик», все перевернулось («верх його став низом»), пролився дощ з твердої глини. Ця подія стала знаменням для всіх невіруючих.

Назви міста Лута в Корані немає, та декілька разів воно згадується під назвою «перекинуте». Дружина Лута разом з дружиною Нуха згадуються серед дружин праведників, які зрадили своїх чоловіків і за це приречені на вічні пекельні муки.

## Післякоранічні передання про Лута
Коментатори, добре знайомі з юдейським переданням, наводять назви міст у Палестині, імена дружини та дітей Лута. Особлива увага приділяється дружині Лута і причині того, за що її було перетворено на соляний стовп. Вона була у родинних зв’язках із жителями міста і підтримувала їх. Коли з’явились посланці Аллаха, вона побігла до сусідів просити солі, щоб вони дізналися про те, що у Лута гості.

За переданням, після знищення міста, на його місці утворилось величезне озеро, яке називається озером Лута (Мертве море). Лут, що врятувався, поїхав до пророка Ібрагіма і жив у нього впродовж року. Потім він переїхав до Хіджазу і помер у восьмидесятирічному віці.

У суфіїв образ Лута стає прикладом того, що тілесні істоти, навіть пророки, безсилі проти ворогів без допомоги Аллаха.

## Походження коранічного образу Лута
Коранічна оповідь походить від біблійної; її ж використовували і коментатори. Та в Корані Лут як пророк набув значно вагомішого значення, ніж у Біблії. Його історія стоїть поряд з найважливішими повчальними оповідями Корану, що розповідають про загибель народів, які не повірили своїм пророкам. На відміну від інших історій про пророків, у цій мало паралелей з суперечками Мухаммеда з мекканцями. З тією епохою її пов’язують згадки про те, що мекканці бачили залишки загиблих міст, коли їх каравани проходили через район Мертвого моря. 